# 菊地洋之
菊池 洋之（きくち ひろゆき、1978年5月15日 - ）は、日本の元男子バレーボール選手。秋田県雄勝郡（現:湯沢市）出身。ポジションはミドルブロッカー。

## 来歴
雄勝中学1年よりバレーボールを始める。雄物川高校を卒業後、亜細亜大学へ進学した。
全日本ユース代表、ジュニア代表、ユニバシアード代表などを経験し、大学卒業後の2001年にNECブルーロケッツに入団。同年全日本代表に初選出され、ワールドリーグに出場した。
2009年5月、NECの無期限休部に伴い、現役引退した。

## 球歴
- 全日本代表 - 2001年
  - ワールドリーグ - 2001年

## 所属チーム
- 雄物川高校
- 亜細亜大学
- NECブルーロケッツ（2001-2009年）